# Deravá skala
Deravá skala je jeskyně a přírodní památka v katastrálním území obce Plavecký Mikuláš v okrese Malacky v Bratislavském kraji na Slovensku. Území bylo vyhlášeno v roce 1994. Předmětem ochrany je volně přístupná jeskyně.